# Rachel's Tears
Rachel's Tears: The Spiritual Journey of Columbine Martyr Rachel Scott é um livro não-fictício sobre Rachel Scott, a primeira vítima do massacre de Columbine.
Escrito por seus pais, e contendo os textos de seu diário, o livro é parte de um programa de alcance escolar nos Estados Unidos e, também, parte de um ministério. Eles apresentam Rachel como uma garota que foi morta por sua afirmação Cristã.
Darrell Scott viajou pelos Estados Unidos para promover o livro. Ele disse que, durante suas viagens, ouviu muitas histórias sobre ameaças de morte em escolas, e que isso o fez espalhar a mensagem de sua filha. Darrell Scott disse que o número foi "de longe, mais do que é relatado pela mídia".